# 拉普拉斯 (路易斯安那州)
拉普拉斯（英語：LaPlace）是位於美國路易斯安那州施洗者聖約翰堂區的一個普查規定居民點。

## 人口
根據2020年美國人口普查的數據，拉普拉斯的面積為57.11平方千米，當中陸地面積為54.12平方千米，而水域面積為2.99平方千米。當地共有人口28841人，而人口密度為每平方千米505.01人。